# Збігнєв Буяк
Збігнєв Буяк (пол. Zbigniew Bujak; нар. 29 листопада 1954, село Лопушно, Келецький повіт) — польський профспілковий діяч і політик , один з лідерів руху «Солідарність». Голова «Солідарності» в столичному регіоні Мазовше. Керівник підпільних структур «Солідарності». Діяч лівоцентристської опозиції в Третій Речі Посполитої. 

## Життєпис
У 1989-му, під час перших напівдемократичних виборів в Польщі Збіґнєв Буяк став депутатом польського Сейму. До парламенту його обрали й на другий термін.
10-12 січня 2014 року брав участь у першому Форумі Євромайданів у Харкові.Після форуму СБУ заборонила Буяку в’їзд в Україну.  Його звинуватили в участі "у заході, спрямованому проти української влади". 
У березні 2015  року Збігнєв Буяк заявив, що "Думка, що українсько-російський конфлікт можна розв'язати дипломатичним шляхом, - це небезпечна ілюзія, що посилює Путіна" і закликав Європу надати Україні зброю.